# Susana Rivadeneira
María Susana Rivadeneira Simball (Quito, 8 settembre 1979) è una modella ecuadoriana. Incoronata Miss Ecuador 2004, ha rappresentato l'Ecuador a Miss Universo 2004, dove si è piazzata fra le prime dieci finaliste. Alla fine il concorso è stato vinto dall'australiana Jennifer Hawkins.
In seguito la Rivadeneira ha continuato a lavorare come modella e pittrice, impegnandosi anche verso un'organizzazione no profit chiamata Fundación Acción Solidari, che si occupa di fornire aiuti ai bambini nei quartieri più poveri di Guayaquil.